# Voděrady (Luštěnice)
Voděrady jsou vesnice, část obce Luštěnice v okrese Mladá Boleslav. Nachází se dva kilometry severně od Luštěnic. Vesnicí protéká Dobrovka. Voděrady leží v katastrálním území Voděrady u Luštěnic o rozloze 3,1 km².

## Historie
První písemná zmínka o vesnici pochází z roku 1362.

## Další fotografie

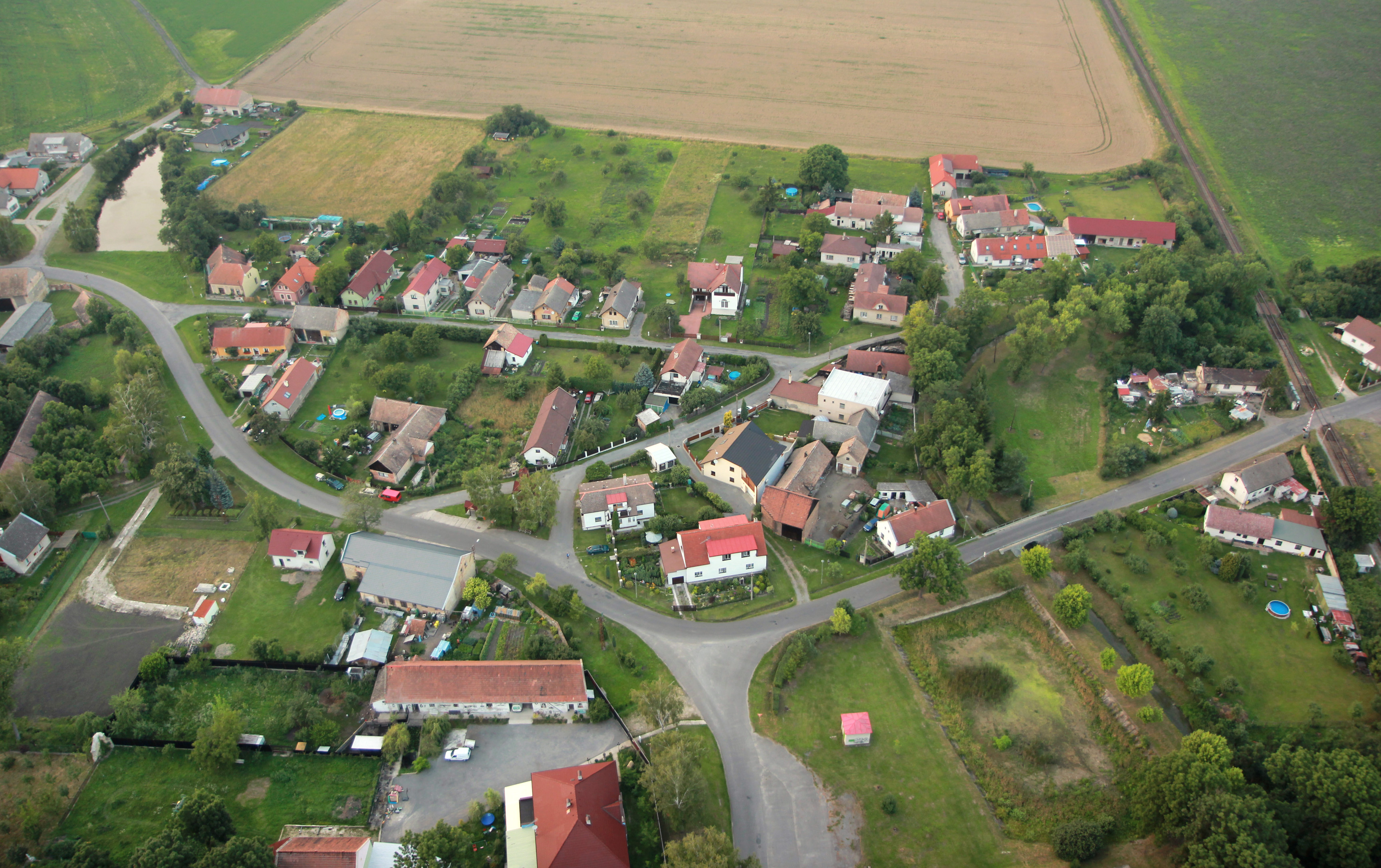
Letecký pohled na Voděrady
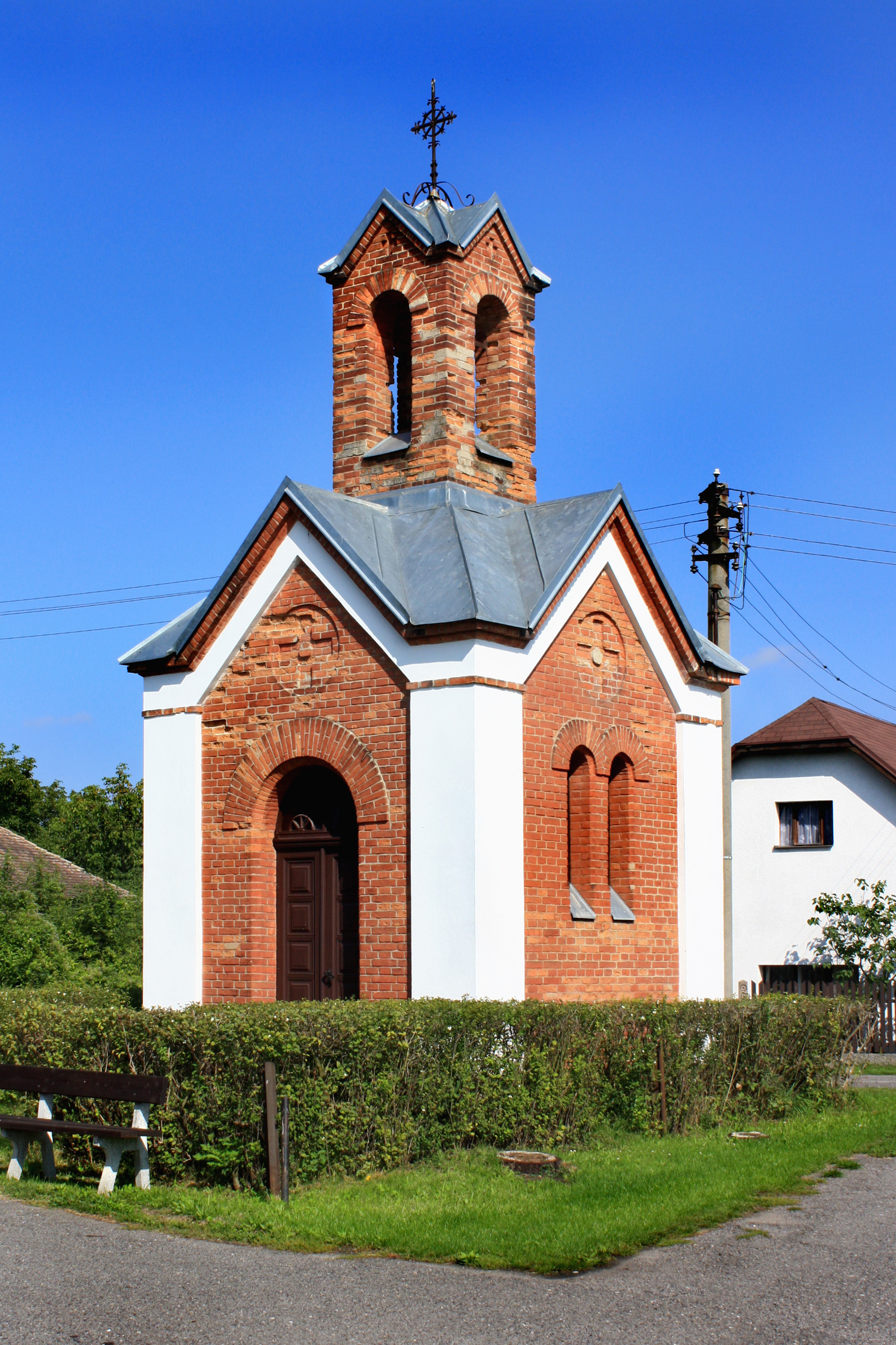
Kaple
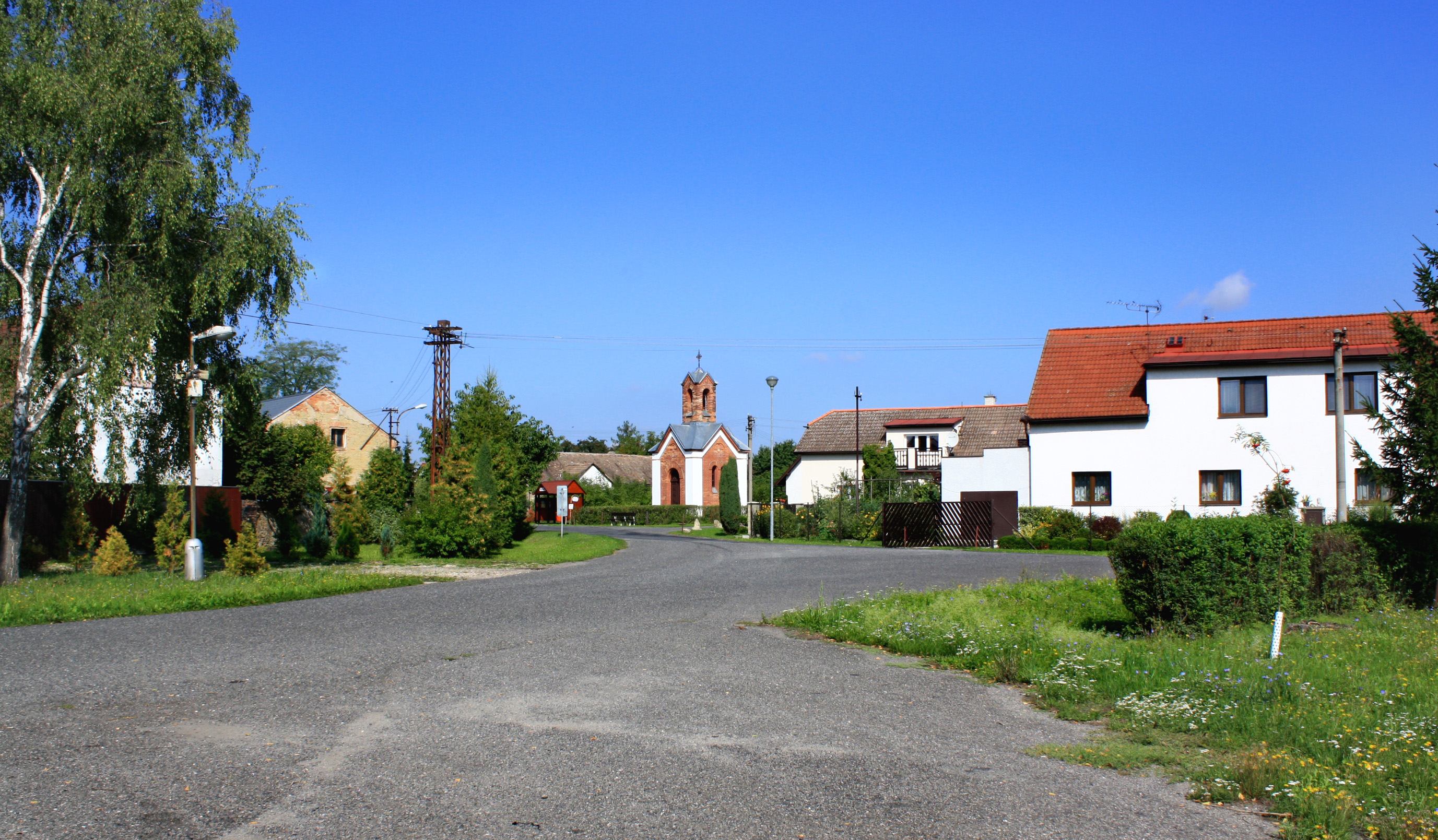
Náves